# 戦火の勇気
『戦火の勇気』（せんかのゆうき、Courage Under Fire）は、1996年に製作・公開されたアメリカ映画。出演はデンゼル・ワシントン、メグ・ライアン、ルー・ダイアモンド・フィリップス、マット・デイモンなど。

## ストーリー
湾岸戦争中の砂漠の嵐作戦の最中、戦車部隊隊長のナサニエル・サーリング中佐（デンゼル・ワシントン/作中では、愛称の『ナット』のみが使われている）はクウェート領内で敵の戦車と誤認して部下であり親友のボイヤー大尉の戦車に向かって射撃命令を下し、同士討ちを犯してしまった。
湾岸戦争終結後、軍は秘密裏にバスラでの友軍の誤射事件の調査を進めているのが判り、サーリング中佐は不安な思いで委員会の調査結果を待った。そしてサーリング中佐はペンタゴンに戻り、軍のセレモニーや名誉勲章などを扱う部署での事務職を命じられるが、贖罪の機会も与えられないままその仕事をするのはサーリング中佐にとって苦痛以外の何物でもなく、以前にも増してアルコールに溺れるようになっていた。サーリング中佐の上司であり心の師でもあるハーシュバーグ将軍（マイケル・モリアーティ）は事件を軽視し深刻に捉えるなと言い、これからも支援すると約束した。だが『ワシントン・ポスト』紙の記者トニー・ガートナー（スコット・グレン）は何かを嗅ぎ付け、サーリング中佐に取材攻勢をかけてきた。名誉勲章などを扱う部署で勤務するサーリング中佐に命じられた次の仕事は、史上初の女性名誉勲章受章者になるかもしれないカレン・ウォールデン大尉（メグ・ライアン）の調査だった。彼女は医療ヘリに乗り、勇敢に戦って負傷兵を救助した軍人として候補に挙がっているのだ。史上初の女性名誉勲章受章者と言う事で軍にとって最良の宣伝材料になると考えていたペンタゴンは彼女に授与する事に大乗り気だったが、調査を始めてすぐにサーリング中佐は不可解な点に気付かざるを得なかった。
まず、ウォールデン大尉が救助に向かった補給部隊の下士官兵達の証言。ウォールデン大尉のヘリは、予備の燃料ポッドを投下してイラク軍の戦車を爆破した後、機関銃で撃たれ岩場の向こうに墜落したと証言した。翌朝別の、ウォールデン大尉の上司が指揮を執る輸送ヘリと攻撃ヘリが到着した時、岩場の向こうでウォールデン大尉の部隊は小銃のM16を敵部隊に向けて撃っていたと証言した。だがその後、ウォールデン大尉の部隊で生き残った下士官兵達にM16について質問すると、弾は無くなっていた、誰も撃っていないと証言がまちまちだった。
更に、生き残った部下4人のうち2人はウォールデン大尉は勇敢だったと証言したのだが、1人は全身を癌に冒され意識が朦朧とし証言を取れる状態ではなかった。
一方、除隊後はプロボクサーを志望するモンフリーズ軍曹（ルー・ダイアモンド・フィリップス）は、ウォールデン大尉は常に臆病だったと証言した。
ガートナー記者のしつこい取材攻勢をかわし、調査を進めるサーリング中佐に軍上層部からの圧力がかけられ、そして唯一ウォールデン大尉を臆病者だったと証言したモンフリーズ軍曹までもがサーリングの目の前で自ら命を絶ってしまった。残る有力な証言者はウォールデン大尉と同じ衛生兵のイラリオ（マット・デイモン）だけだったが、彼もまた所属部隊から無断で離れ、そして憲兵は彼のロッカーから少量のヘロインを発見し、軍隊に戻らないまま彼は不名誉除隊処分にされており、行方不明であった。ホテルの部屋でイラリオの証言を録音したテープを聞いていたサーリングは証言の中で、イラリオの両親が所有している別荘の湖は美しい、と話している事に気が付き、一か八かの賭けでそこにいくと、湖の傍で一人佇むイラリオを見つけた。自分がヘロイン使用の容疑で不名誉除隊にされ、そしてかつての仲間だったモンフリーズも死んだ事をサーリング中佐から聞かされたイラリオは、ついに重い口を開きウォールデン大尉の死の真相について語り始めた。

## キャスト
| 役名                                 | 俳優                                 | 日本語吹替                                                                             | 日本語吹替   | 日本語吹替   |
| 役名                                 | 俳優                                 | ソフト版                                                                               | フジテレビ版 | テレビ朝日版 |
| ------------------------------------ | ------------------------------------ | -------------------------------------------------------------------------------------- | ------------ | ------------ |
| ナサニエル・“ナット”・サーリング中佐 | デンゼル・ワシントン                 | 山路和弘                                                                               | 磯部勉       | 小山力也     |
| カレン・エマ・ウォールデン大尉       | メグ・ライアン                       | 勝生真沙子                                                                             | 佐々木優子   | 深見梨加     |
| モンフリーズ軍曹                     | ルー・ダイアモンド・フィリップス     | 藤原啓治                                                                               | 江原正士     | 牛山茂       |
| ハーシュバーグ将軍                   | マイケル・モリアーティ               | 池田勝                                                                                 | 石田太郎     | 堀勝之祐     |
| イラリオ特技兵                       | マット・デイモン                     | 平田広明                                                                               | 鳥海勝美     | 宮本充       |
| ブルーノ                             | ブロンソン・ピンチョット             | 中原茂                                                                                 |              |              |
| スティーブン・アルタマイヤー         | セス・ギリアム                       | 石川禅                                                                                 | 佐々木誠二   | 田中正彦     |
| メレディス・サーリング               | レジーナ・テイラー                   | 塩田朋子                                                                               |              |              |
| バナセック                           | ジェリコ・イヴァネク                 |                                                                                        |              | 後藤哲夫     |
| ガートナー                           | スコット・グレン                     | 麦人                                                                                   | 納谷六朗     | 村田則男     |
| レイディー                           | ティム・ギニー                       | 小形満                                                                                 | 田中正彦     | 咲野俊介     |
| ボイラー                             | ティム・ランサム                     |                                                                                        |              |              |
| パテラ                               | ショーン・アスティン                 | 関智一                                                                                 |              |              |
| チェリ                               | ネッド・ヴォーン                     | 宇垣秀成                                                                               | 村山明       | 仲野裕       |
| ジェンキンス                         | マニー・ペレス                       | 星野充昭                                                                               |              |              |
| トンプソン                           | ショーン・パトリック・トーマス       | 大川透                                                                                 |              |              |
| ジョエル・ウォールデン               | ケン・ジェンキンス                   | 北村弘一                                                                               | 秋元羊介     | 千田光男     |
| ジェラルディン・ウォールデン         | キャスリーン・ウィドーズ             | 野沢由香里                                                                             |              |              |
| カメオ出演                           |                                      |                                                                                        |              |              |
| 本人役                               | ジョージ・ブッシュ（アーカイブ映像） | 北村弘一                                                                               |              | 小島敏彦     |
| その他                               |                                      | 目黒光祐 大黒和広 中田和宏 棚田恵美子 高瀬右光 相沢まさき 田野めぐみ 増田ゆき 石波義人 |              |              |

- ソフト版：VHS・DVD・BD収録
- フジテレビ版：初回放送2000年9月16日『ゴールデン洋画劇場』
- テレビ朝日版：初回放送2004年3月14日『日曜洋画劇場』

## 備考
作中における湾岸戦争のイラクのシーンは戦闘シーンも含めテキサス州エルパソ郊外のインディアン・クリフス・ランチ(Indian Cliffs Ranch)で撮影された。ロケ地には撮影後も撮影に使用されたヘリコプターや車両が残され、観光地となっていた。

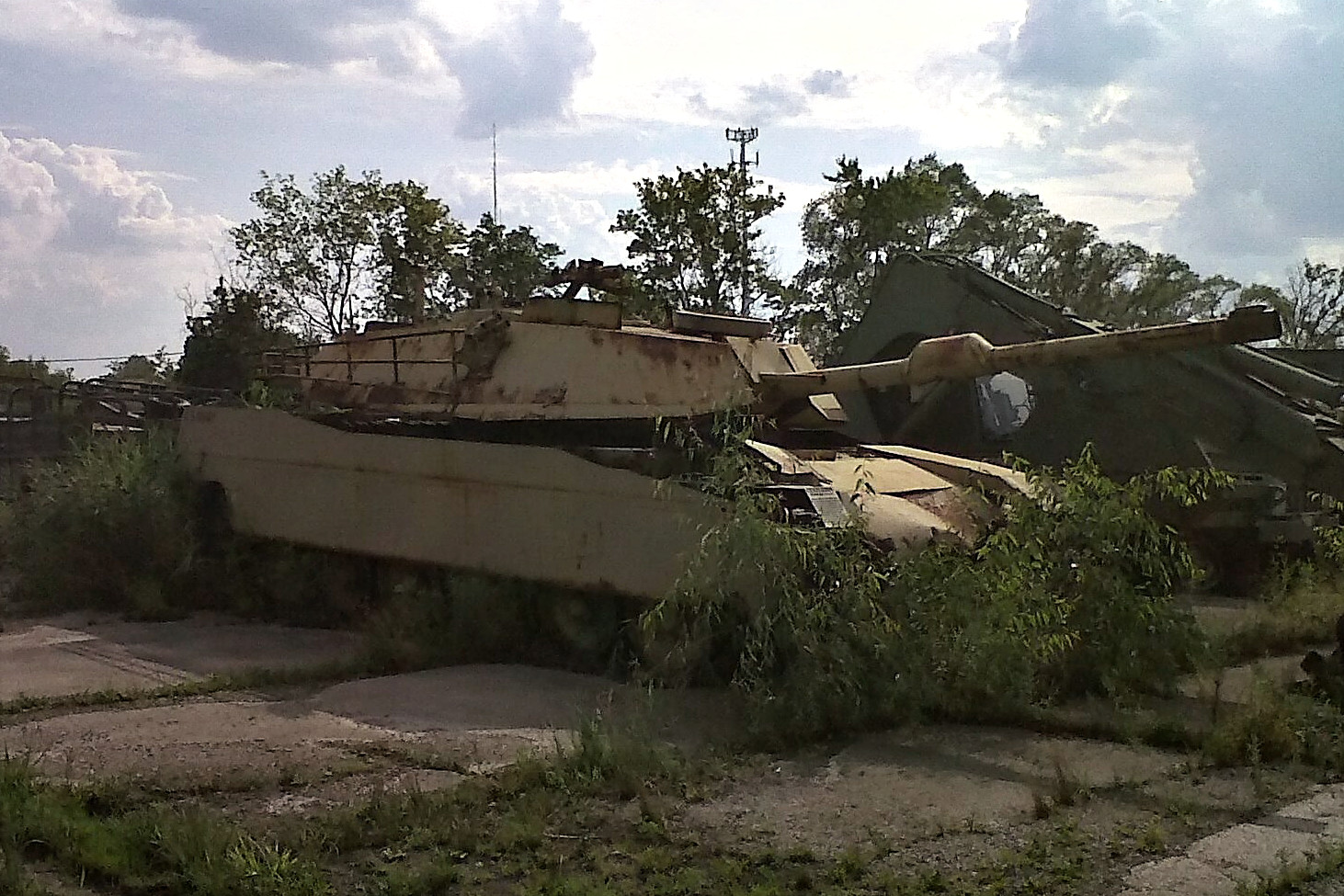
撮影に使用された、センチュリオン戦車改造のレプリカ車両
イリノイ州レイク郡ラッセルのラッセル軍事博物館(Russell Military Museum)の保管車両
（2012年の撮影）

本作はその内容上アメリカ軍の積極的な協力が得られず、戦車を始めとする軍の装備はほぼ全て民間の大道具会社や個人のコレクターからの借用である。その為、考証的には難があるシーン（台詞では「ブラックホーク（UH-60）」であるが実際に画面に登場しているのは別の機種（UH-1）である、等）が幾つか散見される。
冒頭をはじめとして作中に繰り返し登場するM1戦車は、オーストラリア陸軍から退役して民間に放出されたセンチュリオン戦車を改造して複数台が製作された。また、ヘリコプター以外の航空機は、コンピューターグラフィックスによるモデリングを合成したものである。
複数の登場人物の視点から同一の事件の真相に迫る手法に『羅生門』からの影響が窺える。